# Ціна зради
«Ціна зради» (англ. Derailed) — британсько-американський детективний трилер 2005 р. режисера Мікаеля Гофстрема, заснований на однойменному романі Джеймса Сігела. Головні ролі виконували: Клайв Оуен, Дженніфер Еністон, Венсан Кассель, Джанкарло Еспозіто, Девід Морріссі, RZA і Xzibit. Перший фільм, випущений The Weinstein Company в Сполучених Штатах. Події сюжету відбуваються в Чикаго.

## Сюжет
Головний герой фільму, Чарльз Шайн (Клайв Оуен), керівник рекламного відділу, одружений із вчителькою з Чикаго. Вступні сцени стрічки показують, що шлюб Чарльза склався нелегко, адже вони з дружиною мають посилено піклуватися про дочку, яка серйозно хвора на діабет: батьки змушені докладати значних зусиль і робити кар'єру, щоб лікувати дочку. Напружена атмосфера в родині призводить до деякого відчуження подружжя, і їх стосунки не найкращі.
Одного разу Чарльз їхав на роботу приміським поїздом, і сталося так, що він не встиг заплатити за проїзд; його вже збиралися висадити з поїзда, коли раптом якась незнайомка запропонувала заплатити за нього. Так Чарльз познайомився з дуже красивою жінкою на ім'я Люсінда (Дженніфер Еністон). Вони сподобалися один одному і почали зустрічатися. Нарешті, якогось вечора вони вже не змогли встояти проти бажання познайомитися ближче в непримітному готелі. І ось у той момент, коли Чарльз і Люсінда вже були близькі до інтимних стосунків, до готельного номера вривається озброєний чоловік, — як пізніше виявляється, його звуть Філіпп Ля-Рош (Венсан Кассель). Він жорстоко б'є Чарльза і ґвалтує Люсінду. Коли Чарльз і Люсінда приходять до тями, вони погоджуються не повідомляти про злочин, оскільки не хочуть, щоб їх рідні дізналися про зраду. За деякий час після інциденту, Ля-Рош шантажує Чарльза, погрожуючи вбити його сім'ю, якщо він не заплатить $ 20000. Чарльз вимушений заплатити. Але за місяць нападник телефонує знову, вимагаючи вже $ 100000, — і телефонує він уже з будинку Чарльза. Чарльз мчить додому і виявляє, що Ля-Рош обернув справу так, що його (Чарльза) дружина Діана (Мелісса Джордж) і дочка Емі приймають його як бажаного гостя, оскільки той зображує з себе ділового партнера, до того ж із приємними французькими манерами, що імпонує дружині й дочці, які ні про що не здогадуються.
У Чарльза є друг, Вінстон Бойко, який сидів у в'язниці за наркотики, а тепер працює в поштовому відділі тієї ж компанії, що й Чарльз. Вінстон зізнається в тому, що під час ув'язнення вбив людину. Чарльз розповідає Вінстону про Ля-Роша і запитує поради. Вінстон пропонує налякати Ля-Роша, щоб той зник з міста, і просить за послугу 10 % (тобто $ 10000), що на порядок менше суми, яку вимагає Ля-Рош. Коли вони сиділи в авто Вінстона і чекали Ля-Роша, Вінстон став показувати Чарльзу «кинджал» — саморобний ніж, яким він користувався у в'язниці, і подарував його Чарльзу на щастя. Але Ля-Рош, прорахувавши ситуацію на хід вперед, стріляє у Вінстона через вікно його авто і вбиває його. Тепер Чарльз має ще й сховати тіло та автомобіль, заляпаний кров'ю.
Наступного дня про його зниклого співробітника Чарльза допитує поліцейський детектив на ім'я Франклін Черч, котрий доводиться Вінстону рідним дядьком. Тим часом Чарльзу телефонує Ля-Рош: він тримає Люсінду під прицілом, і обіцяє вбити її, якщо Чарльз не принесе негайно $ 100000. Чарльз знімає з рахунку гроші, що призначалися для лікування дочки. Все сплачено, і вони з Люсіндою, змучені, прощаються.
Того ж вечора Чарльз признається дружині, що потратив усі гроші, які вони збирали протягом семи років. Хоч повного зізнання Чарльза не показано, але його можна припустити, оскільки Чарльз починає казати дружині: «Я скажу тобі все. Справа не тільки в грошах…».
Хоч Франклін Черч зажадав, щоб зранку Чарльз був зі своїм адвокатом у нього, і Чарльз уже готовий до того, що йому доведеться все розповісти поліції, — він вирішує, що повинен спочатку повідомити про це Люсінду. Він заходить до неї в офіс, але несподівано виявляє, що вона — не та, за кого себе видає. Люсінда Гарріс — зовсім інша, темношкіра жінка, про це впевнено повідомляє секретарка, коли Шайн запитує про Люсінду. Це змушує Чарльза засумніватися…
Чарльз планує знайти «Люсінду». Він іде до того ж вокзалу, на якому вони зустрілися і чекає, коли Люсінда зійде з поїзда. Через деякий час Люсінда з'являється. Чарльз переслідує її, поки не стає свідком неочікуваної сцени, з якої стає зрозуміло, що Люсінда була учасницею шахрайської змови з самого початку: він бачить, як «Люсінда» зустрічається з Ля-Рошем, який виходить з блискучого чорного лімузину, і, щаслива, цілує його. Люсінда і Ля-Рош виявилися коханцями; Чарльз приголомшений.
Чарльз вистежує Люсінду в ресторані, де вони зазвичай обідали. Люсінда тим часом вже намітила собі наступну «жертву», такого собі одруженого хлопця. Люсінда телефонує Ля-Рошу, щоб повідомити його, що вони вже в тому ж готелі.
Чарльз спостерігає, як Люсінда і хлопець повертаються до готелю, де вона, Ля-Рош і його помічник готують новий злочин.
Люсінда і її новий партнер йдуть до кімнати і починають любовну прелюдію; Чарльз чекає Ля-Роша, а затим, ще до того як він встигає зайти до кімнати, сильним ударом збиває його з ніг. Чарльз вривається до кімнати з непритомним Ля-Рошем на руках. Люсінда сторопіла від раптової з'яви Чарльза, і заперечує своє з ним знайомство. Чарльз стріляє в Ля-Роша і вимагає повернути його гроші. Помічник Ля-Роша заходить до кімнати і зчинається стрілянина. Здається, що всі, крім Чарльза, гинуть. Чарльз стирає відбитки пальців на зброї і втікає. На виході, — оскільки поліцейські зламали готельний сейф, — Чарльз помічає свій старий портфель. Він забирає його і знаходить у ньому свої $ 100000.
Наступного дня Чарльза звільняють за те, що він украв на роботі гроші (саме ті $ 10000, які він обіцяв Вінстону за допомогу), і засуджують до шести місяців виправних робіт, — а саме, йому доводиться викладати у в'язниці. Виявляється, Ля-Рош вижив у перестрілці, і тепер знаходиться в тій самій в'язниці. Чарльз збирає в класі зошити з творами учнів, і вибирає для перевірки синій зошит з чорним написом на обкладинці. Він читає і розуміє, що це — твір про нього самого, про те, що з ним сталося. В кінці історії автор твору таємниче рекомендує Чарльзу спуститися до пральні. Коли Чарльз опиняється в пральні, задоволений Ля-Рош насміхається з нього, стає зрозуміло, що він заманив сюди Чарльза: Ля-Рош давно бажає помсти. Але тут Чарльз раптом каже, що він не просто так вибрав для викладання саме цю в'язницю, і дякує Ля-Рошу, що той полегшив йому завдання. При цьому Чарльз різко завдає Ля-Рошу смертельного удару кинджалом, якого подарував Вінстон.
Вийшовши з будівлі в'язниці, Чарльз зустрічає детектива Черча. Він (Шайн) стверджує, що на нього напали і він діяв у цілях самозахисту. Черч ставиться до заяви Чарльза з підозрою, але в нього нема доказів. Черч натякає на те, що Чарльз взяв з собою кинджал, і юридичною мовою це зветься «навмисним вбивством». Але, оскільки при цьому був покараний вбивця його племінника Вінстона, то детектив буде мовчати. Чарльз повертається до своєї «щасливої родини»; судячи з усього, його дочка одужує.

## У ролях
- Клайв Оуен — Чарльз Шайн
- Венсан Кассель — Філіпп ЛяРош
- Дженніфер Еністон — Люсінда Гарріс
- Мелісса Джордж — Діана Шайн
- Джанкарло Еспозіто — детектив Франклін Черч
- RZA — Вінстон Бойко
- Xzibit — Декстер
- Том Конті — Еліот Ферт
- Джорджина Чапман — Кенді

## Виробництво
Головні ролі отримали Клайв Овен і Дженніфер Еністон, які раніше не знімалися разом. Для акторки це стала перша робота у фільмі такого жанру після комедійної ролі в т/с «Друзі», зйомки якого закінчилися в 2003 році.

## Музика
1. «Johnny» — Rular Rah
2. «I Love You» — Thea
3. «Sabotage» — Maurice
4. «Winston’s Theme» (Orchestral) — Edward Shearmur
5. «50 Ways To Leave Your Lover» — Grayson Hill
6. «Really Want None» — Free Murder
7. «I’m Sorry» — Maurice
8. «Charles' Theme» (Orchestral) — Edward Shearmur
9. «Better Man» — Maurice
10. «My Love» — Thea
11. «Better Man» (Guitar Remix) — Maurice

## Критика
Рейтинг фільму на сайті IMD — 6,6/10.

## Цікаві факти
- Мелісса Джордж всього на п'ятнадцять років старша за свою екранну дочку Еддісон Тімлін.
- Телефон, який використовує Чарльз Шайн, — Nokia 6230.